# Scotch Professors
Les Scotch Professors (professeurs écossais) est le surnom donné à des joueurs écossais de football qui, à la fin du XIXe siècle, ont choisi de jouer pour des clubs anglais, au sein de la Football League anglaise, qui autorisait le professionnalisme, à la différence de ce qui faisait en Écosse.

## Détails
L'origine de ce surnom provient du style de jeu distinctif pratiqué par les joueurs écossais à l'époque, style de jeu basé plus sur les passes et la coopération entre équipiers, plutôt que sur le dribble et l'action individuelle, comme cela pouvait l'être auprès des joueurs anglais.
Cette approche a permis aux joueurs écossais et à l'équipe d'Écosse de football de tenir un rôle prédominant dans le football mondial à la fin du XIXe siècle, notamment lors des rencontres internationales entre l'Angleterre et l'Écosse (par exemple, les victoires écossaises 7-2, 6-1 et 5-1 entre 1878 et 1882). Les spectateurs anglais qui ont assisté à ces rencontres en ont été profondément marqués, tenant les joueurs écossais comme plus techniques, habiles et intelligents tactiquement que leurs homologues anglais.
Lorsque la Football League anglaise autorisa le professionnalisme à partir de 1885, les clubs anglais se tournèrent donc vers ces joueurs écossais à la grande réputation, et ceux-ci, attirés par les conditions salariales, acceptèrent pour nombre d'entre eux de partir jouer en Angleterre.
Les réactions en Écosse, de la part des autorités footballistiques et des médias, furent très négatives ; ces joueurs furent déclarés des mercenaires ou pire des traitres. Toutefois, face à l'exode de leurs meilleurs joueurs et confrontés à l'inexorable professionnalisation du sport, les autorités écossaises réagirent en créant la Scottish Football League en 1890, pour ouvrir le football écossais au professionnalisme et lutter contre la Football League anglaise.
L'impact de ces joueurs écossais en Angleterre fut rapide et fort. L'équipe londonienne de Corinthian Football Club fut justement fondée dans le but d'assimiler ce style de jeu écossais et de rivaliser avec le grand club écossais de l'époque, le Queen's Park Football Club.
Preston North End, premier club anglais à obtenir le doublé Coupe-championnat en 1888-89, le réussit avec une équipe composée de nombreux joueurs écossais, de même pour Sunderland qui remporta trois titres de champion entre 1892 et 1895. L'équipe de Liverpool à sa création en 1892 était entièrement composée de joueurs écossais. 